# 仲子
仲子（？—前721年），中国春秋时期宋武公的女儿，鲁国鲁桓公的母亲。
仲子生下来在手上有纹路，字为鲁夫人。鲁惠公第一个正夫人叫孟子。孟子去世后，续娶个姬妾为声子，生鲁隐公。仲子为鲁惠公的正室夫人，生了鲁桓公。鲁惠公逝世，鲁隐公摄政，奉戴鲁桓公为鲁君。
鲁隐公元年（前722年）七月，周平王派宰咺到鲁国赠送鲁惠公和仲子的吊丧礼品。鲁惠公已经下葬，是迟缓了。仲子还没死，是以《春秋经》直接写了宰咺的名字。鲁隐公二年（前721年）十二月乙卯，夫人子氏（仲子）去世。